# Abadía de los Premonstratenses de Pont-à-Mousson
La abadía premonstratense de Pont-à-Mousson (del francés: abbaye des Prémontrés de Pont-à-Mousson), también conocida como abadía de Santa María la Mayor (Sainte-Marie-Majeure) es un gran edificio de Francia del siglo XVIII ubicado en el barrio Saint-Martin, en la ribera del río Mosela en Pont-à-Mousson, en el departamento de Meurthe-et-Moselle. Anteriormente ocupado por la Orden de canónigos Premonstratenses, la abadía actualmente es un centro cultural de la región de Lorena.
Esta abadía (iglesia, gran escalera, biblioteca, salas que abren al claustro, refectorio y claustro) fue objeto de una clasificación como monumentos históricos desde el 30 de julio de 1910. y posteriormente lo volvió a ser (seminario) desde el 19 de septiembre de 1919.

## Historia

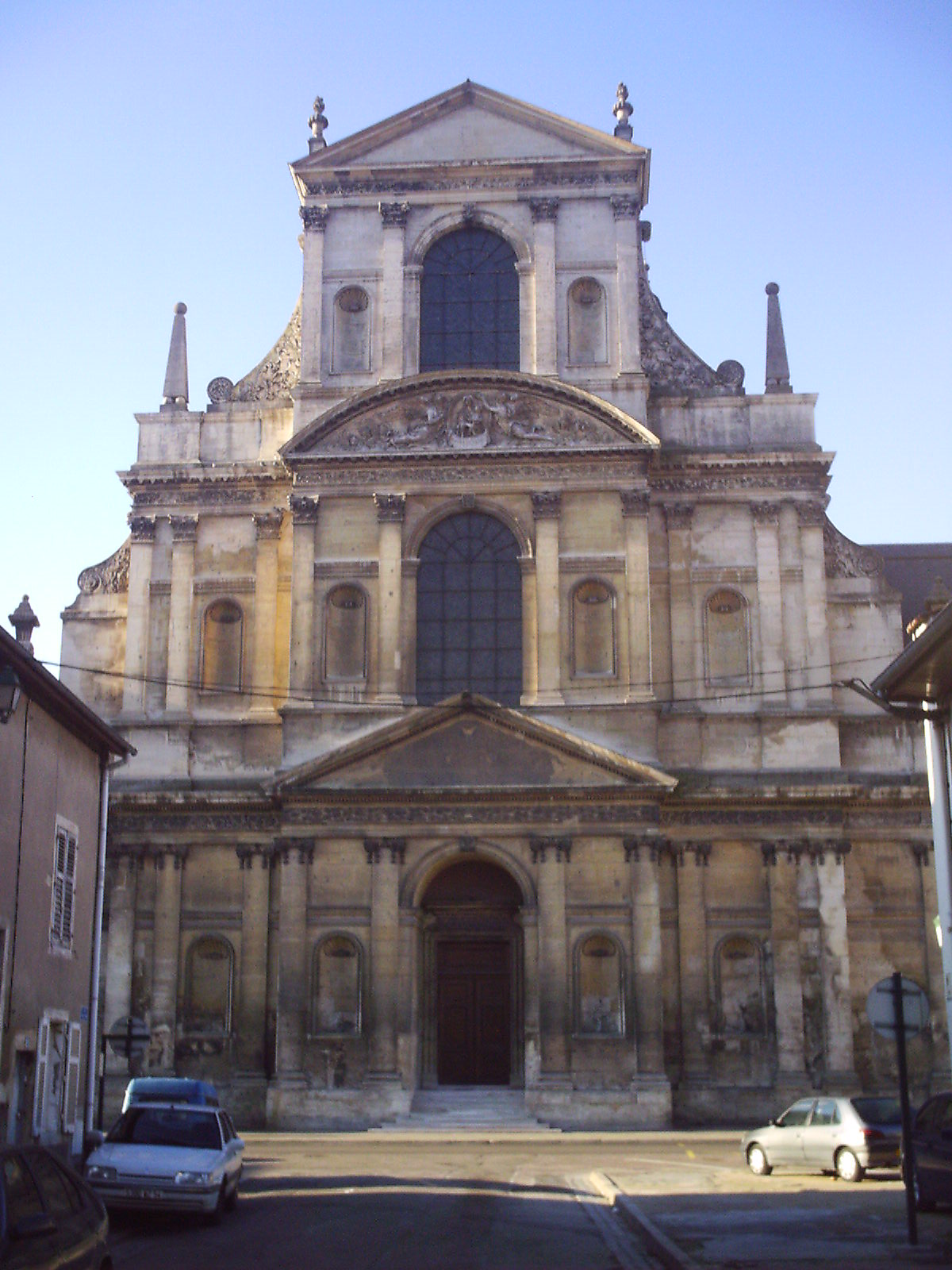
Fachada de la abadía

Tras la decisión del abad de Sainte-Marie-au-Bois, Servais de Lairuelz, de transferir su abadía a Pont-à-Mousson, fue construida una primera abadía a principios del siglo XVII en la ubicación actual, cerca de la universidad fundada por los jesuitas. De esta primera abadía no queda más que un porche, un arco y dos portales de estilo Luis XIII.
Los trabajos de la actual abadía comenzaron en 1705, bajo el reinado de Leopoldo I, duque de Lorena, y se terminó en 1735. Thomas Mordillac, arquitecto clásico, fue el encargado de diseñar la abadía. El arquitecto Nicolas Pierson se hizo cargo. Ambos arquitectos eran ellos mismos Premonstratenses.
Mientras tanto, la reforma de la orden de los Premonstratenses, también llamada reforma de Lorena (Réforme de Lorraine), iniciada por el abad Servais de Lairuelz se difundía en Francia. En el momento de la construcción, la abadía de Santa María la Mayor era la casa madre de la congregación Premonstratense del antiguo rigor, casi unas cuarentena de abadías, que pueden haber contribuido financieramente a la realización de este edificio suntuoso.
La abadía fue parcialmente destruida en 1771 por un incendio. En 1792, los padres Premonstratenses fueron expulsados. En el siglo XIX, la antigua abadía albergaba el Seminario Menor Diocesano; sirvió como hospital durante la guerra franco-prusiana de 1870.
Después de 1906, pasó a ser propiedad de la ciudad de Pont-à-Mousson y sirvió de nuevo hospital entre 1912 y 1944. Fue nuevamente destruida durante la Segunda Guerra Mundial. De hecho para liberar el paso sobre el Mosela en septiembre de 1944, el general Patton hizo bombardear la ciudad en poder de los blindados alemanes. Un incendio destruyó la biblioteca y una gran parte de los edificios en la noche del 3 de septiembre, incluyendo un fresco de la Última Cena, debido al pintor Joseph Gilles. La abadía permaneció entonces abandonada durante muchos años.
La reconstrucción de la abadía no comenzó hasta 1957 y continuó hasta 1974, cuando se decidió hacer de los Premonstratenses un centro cultural loreno a imagen de la Abadía de Royaumont. El Comité regional de turismo de Lorena tiene destacadamente en ella su sede.

## El centro cultural
Actividades, exposiciones ...
- La Maison européenne des écritures comtemporaines organiza en el centro reuniones dos encuentros artísticos por año.[3]
- Christian Ragot, "Objets hors quarantaine", exposición retrospectiva, 2001

## Arquitectura
La iglesia abacial es una mezcla de estilos barroco y clásico. Consta de tres naves de la misma altura, separadas por hileras de columnas (iglesia de salón). Las torres de la abacial se encuentran a cada lado de la cabecera y son invisibles desde la fachada que tiene las proporciones muy equilibradas del Barroco.
Los edificios principales están dispuestos alrededor del claustro. Se puede señalar el chauffoir de los canónigos, la sala de San Norberto, el refectorio de los canónigos y la escalera ovalada del Atlante, que justifica la reputación premonstratense de construir escaleras notables.

## Galería de imágenes

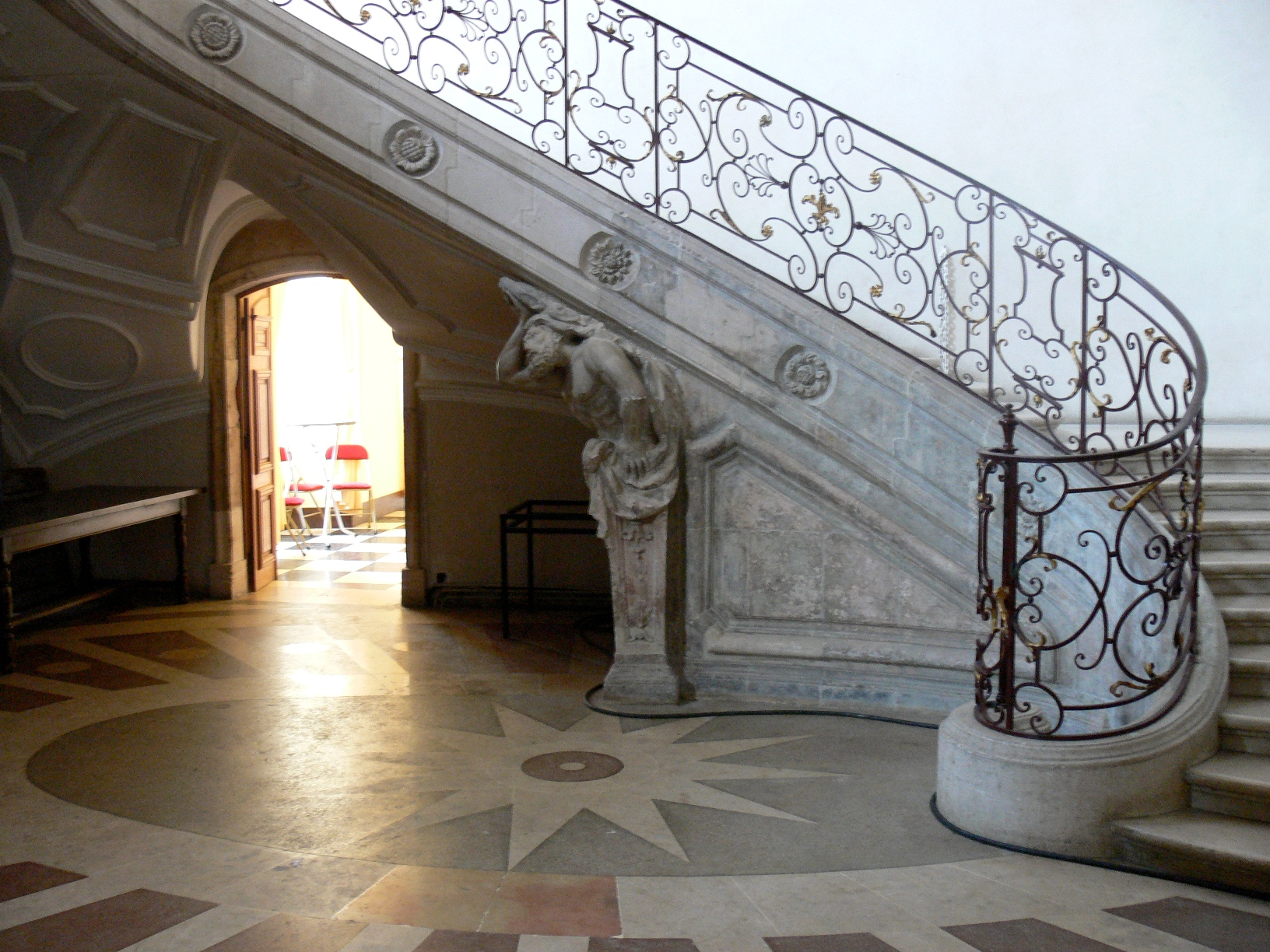
Escalera del Atlante
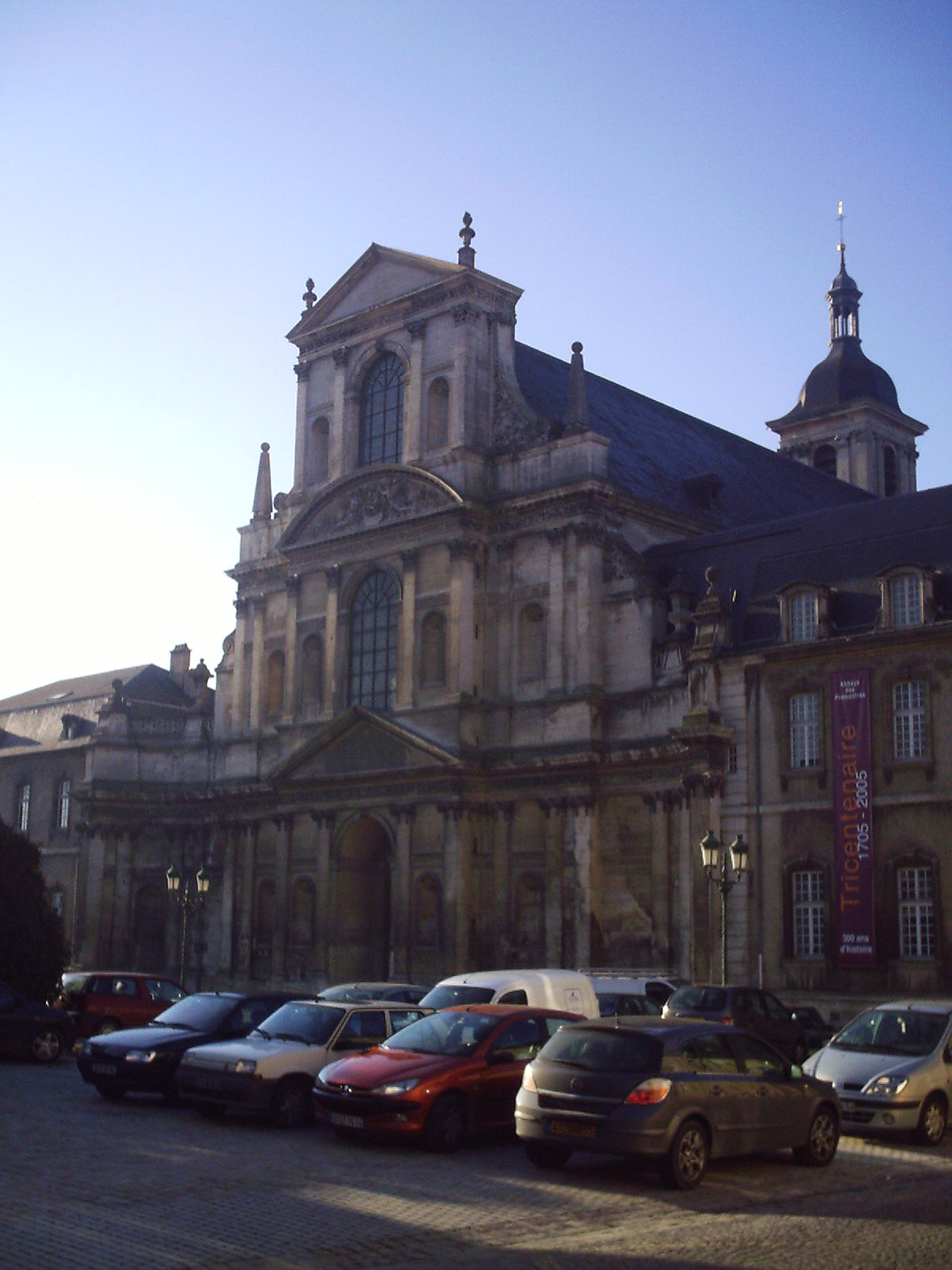
Fachada de la abadía en perspectiva
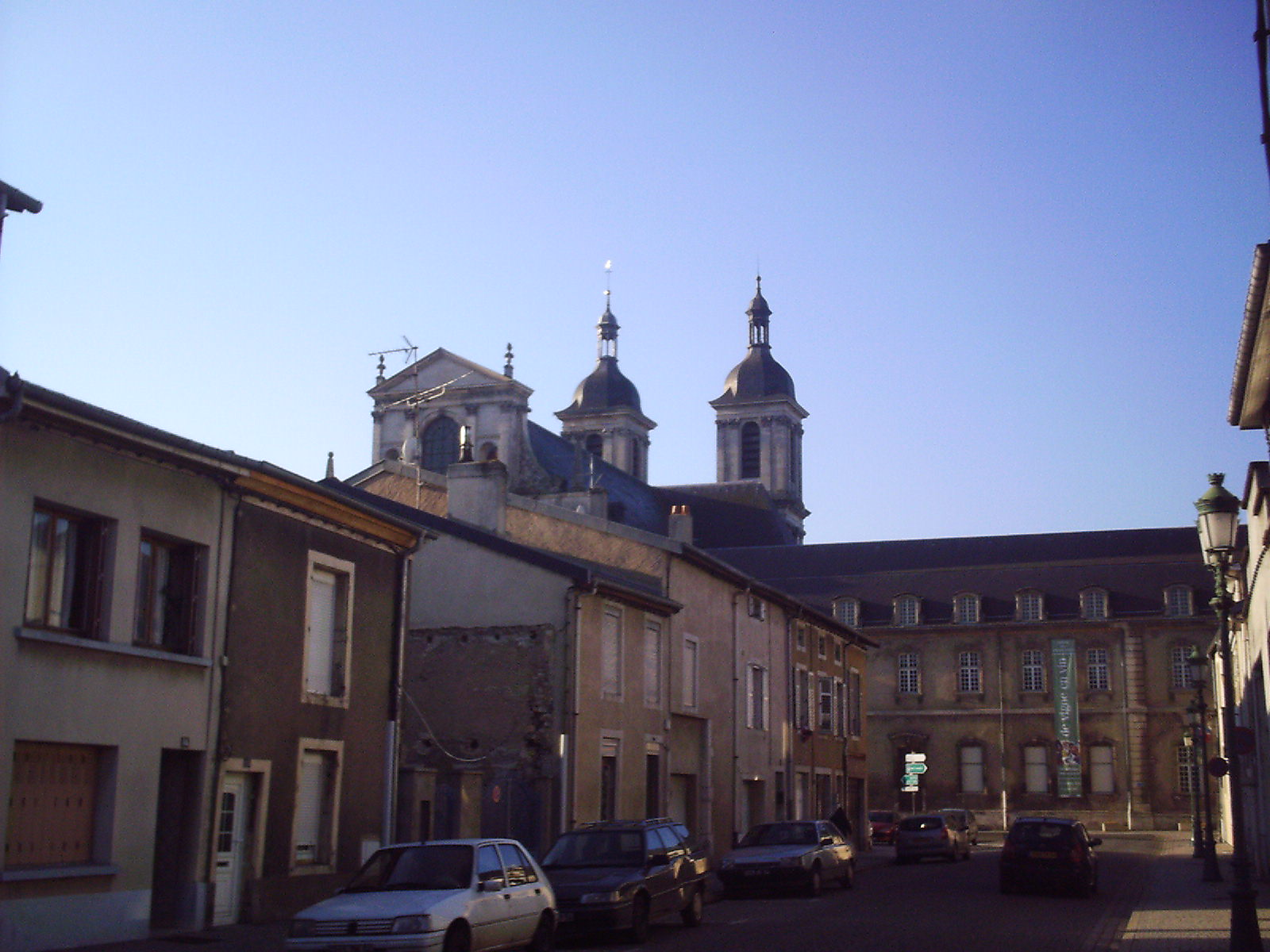
Techo de la abadía superando las casas
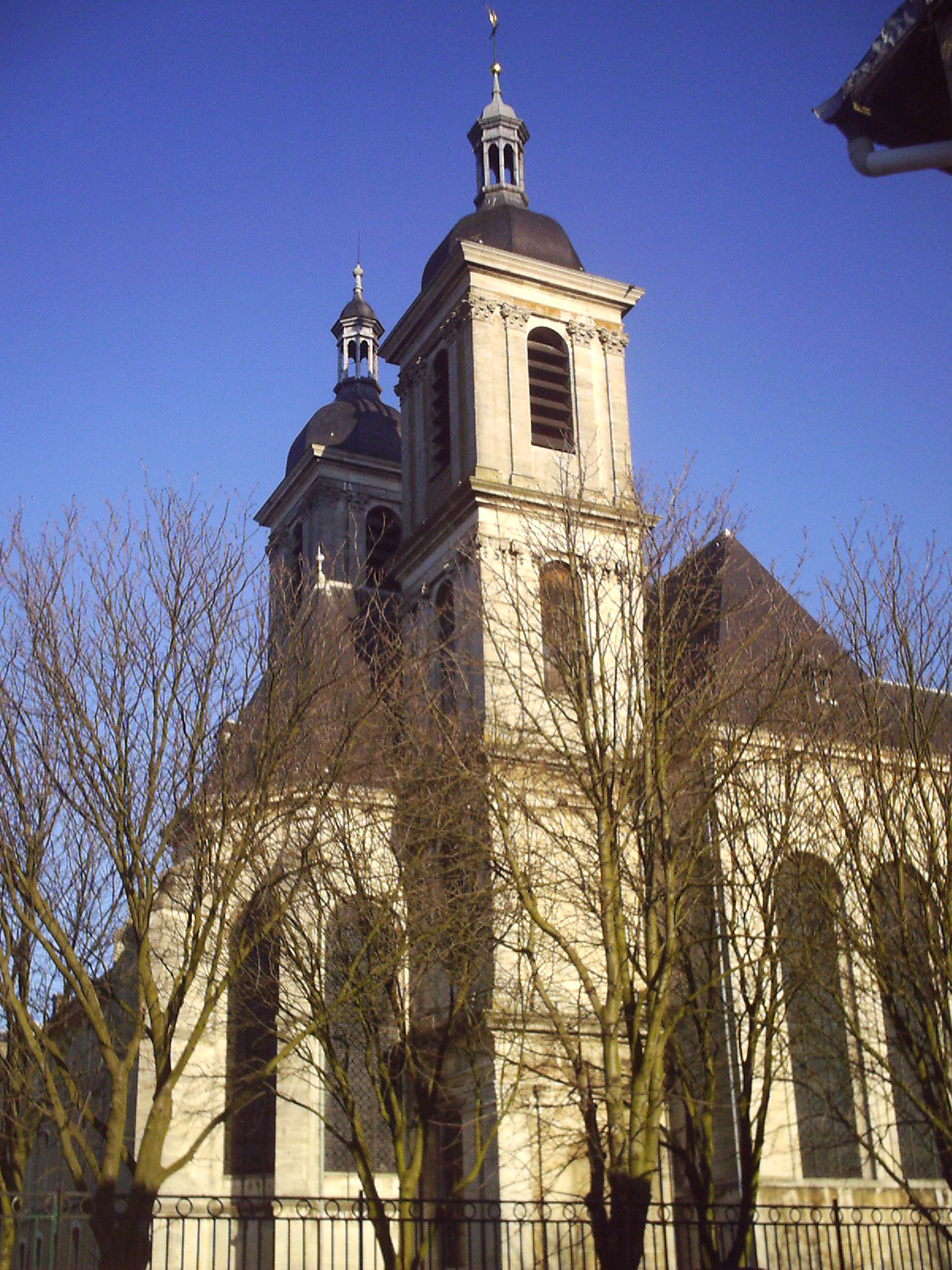
Cabecera de la abadía
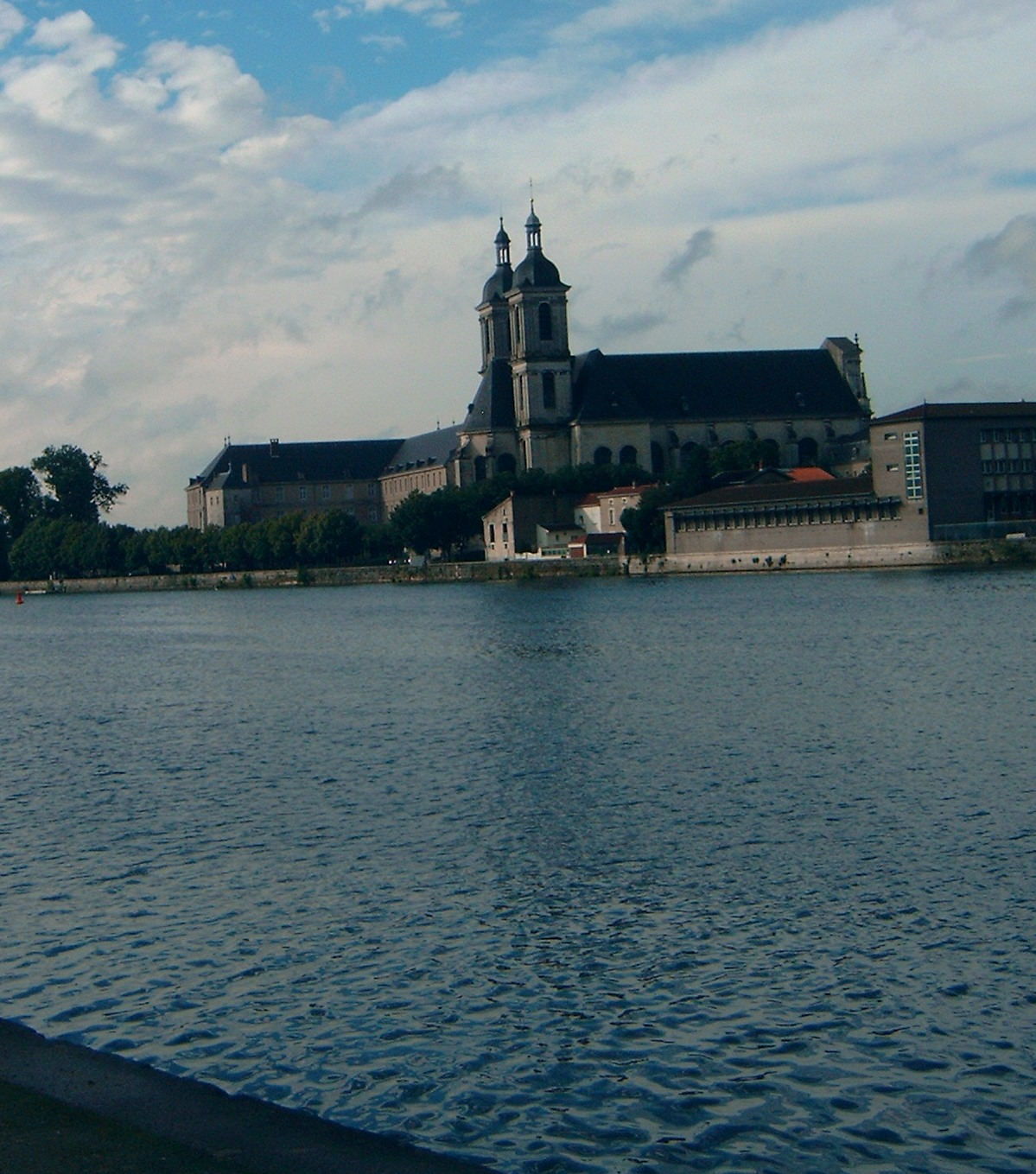
Abadía desde la margen izquierda